# Sphecodes exaltus
Sphecodes exaltus là một loài Hymenoptera trong họ Halictidae. Loài này được Mitchell mô tả khoa học năm 1956.